# Arriverà l'amore
Arriverà l'amore è un singolo della cantautrice italiana Emma, pubblicato il 23 ottobre 2015 come secondo estratto dal quarto album in studio Adesso.

## Descrizione
Il brano è stato scritto e composto da Ermal Meta e da Matteo Buzzanca, prodotto dalla stessa cantante con Luca Mattioni. Rispetto alle precedenti pubblicazioni, si caratterizza per elementi di natura elettronica. Riguardo al significato del testo, Marrone ha spiegato:

## Accoglienza
Massimiliano Longo di All Music Italia ha definito Arriverà l'amore «una ballata energica carica di positività ed entusiasmo» grazie alla presenza di «chitarre, archi e fiati» che si intrecciano con l'elettronica, apprezzando la «nuova dimensione artistica» della cantante nel ruolo di produttrice. Fanpage.it sottolinea che l'amore sia «uno dei temi preferiti dalla cantante» che nel brano «viene declinato in maniera ottimistica, in una visione di attesa e speranza», sottolineando che musicalmente si avvicini a Gianna Nannini.

## Video musicale
Il video, reso disponibile in concomitanza con il lancio del singolo attraverso il canale YouTube dell'artista, è stato diretto da Luisa Carcavale e Alessandro Guida. La cantante ha scritto la sceneggiatura del video, ispirato ad avvenimenti autobiografici, mostrando scene di violenza contro le donne e omofobia.

## Tracce
Testi e musiche di Ermal Meta e Matteo Buzzanca.
1. Arriverà l'amore – 3:35

## Formazione
- Emma Marrone – voce, arrangiamento, cori
- Luca Mattioni – arrangiamento, tastiere, programmazioni, cori
- Giorgio Secco – chitarre
- Luca Visigalli – basso
- Diego Corradin – batteria
- PuntoRec Studio Orchestra – orchestra
- Fabio Gurian – orchestrazione e direzione archi

## Classifiche
| Classifica (2015) | Posizione massima |
| ----------------- | ----------------- |
| Italia            | 5                 |